# Comté de Mason (Washington)
Pour les articles homonymes, voir Comté de Mason.
Le comté de Mason (anglais : Mason County) est un comté de l'État américain de Washington. Il est situé dans l'ouest de l'État, dans la péninsule Olympique. Son siège est Shelton. Selon le recensement de 2010, sa population est de 60 699 habitants.

## Géolocalisation
| Comté de Jefferson    |                | Comté de Kitsap                   |
|                       | Comté de Mason |                                   |
| Comté de Grays Harbor |                | Comté de Pierce Comté de Thurston |

## Images

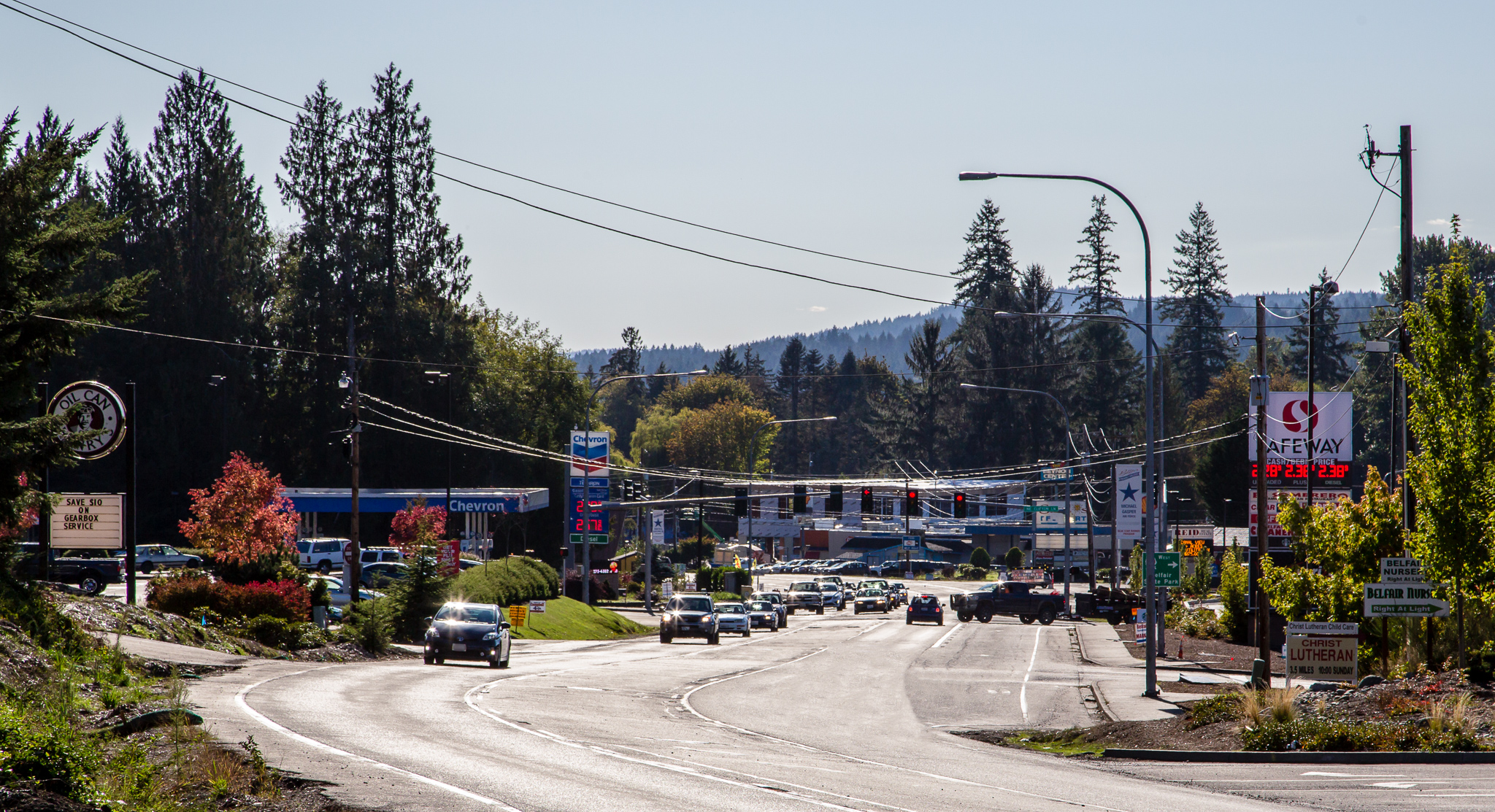
La State Route 3 traversant Belfair.
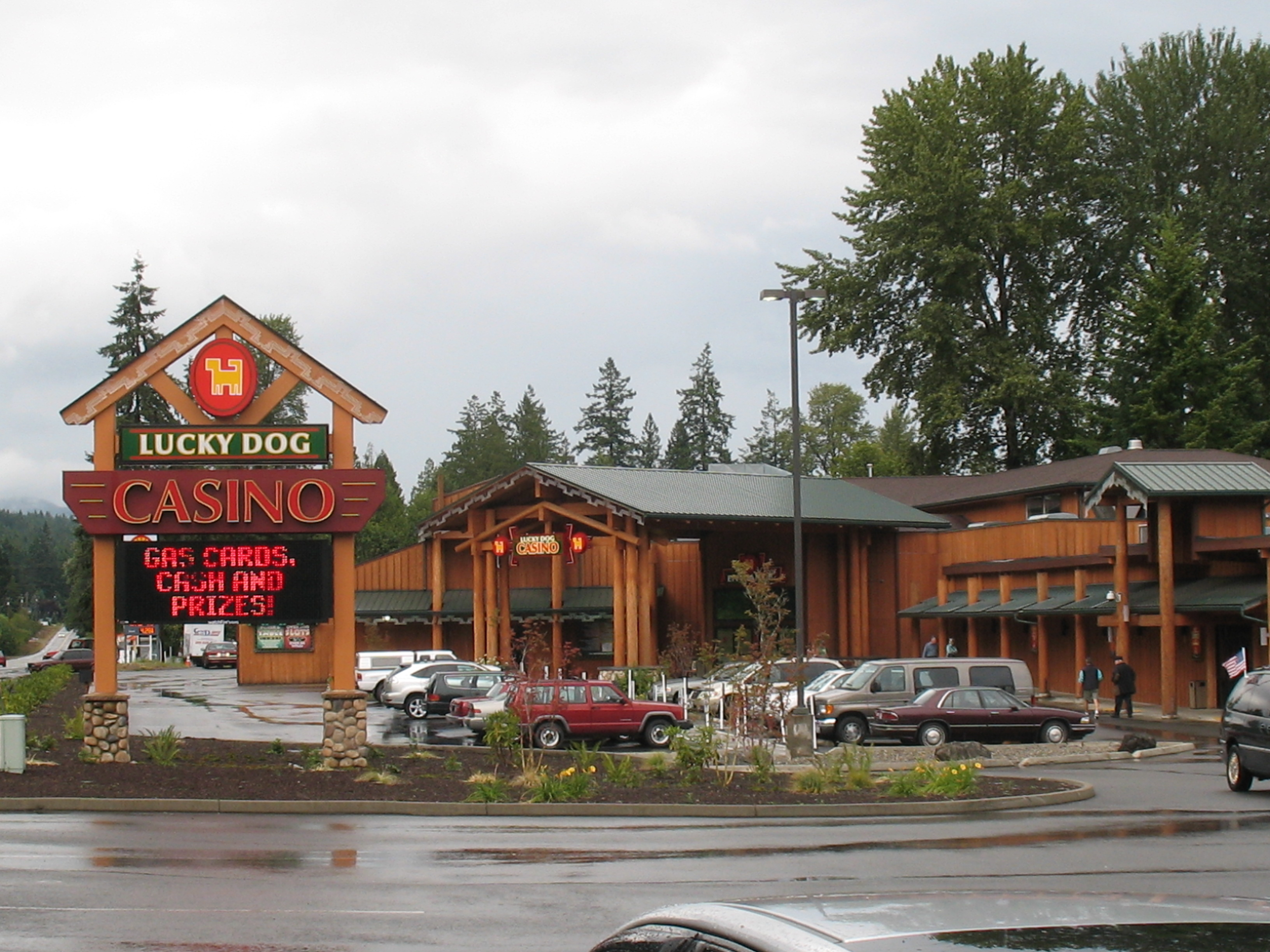
Casino de Skokomish.
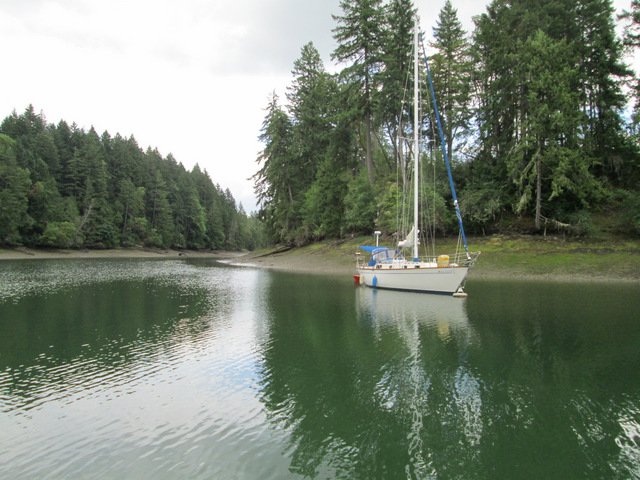
L'île Harstine.